# Leptotarsus (Longurio) rubroniger
Leptotarsus (Longurio) rubroniger is een tweevleugelige uit de familie langpootmuggen (Tipulidae). De soort komt voor in het Afrotropisch gebied.